# Новодмитровский сельский совет (Ивановский район)
Новодмитровский сельский совет (укр. Новодмитрівська сільська рада) — входит в состав
Ивановского района (
Херсонской области
Украины. (Генический район (2020), Ивановский муниципальный округ (2022)
Административный центр сельского совета находится в 
с. Новодмитровка Вторая
.

## История
- 1905 — дата образования.

## Населённые пункты совета
- с. Новодмитровка Вторая
- с. Дмитровка
- с. Новознаменка
- с. Федоровка